# قبيلة بني بويحيى

قبيلة (بني) آيت بويحيي هي قبيلة أمازيغية ريفية كبيرة جدا ذات أصول زناتية. وهي إحدى قبائل إقليم الناظور والنواحي .ينضوي معظم أجزائها تحت إدارة الجهة الشرقية.

## نسبهم
أيت بويحيي هي بطن من بُطُون قبيلة زناتة ، واليوم هم تابعون لقبلة الريف شمال المغرب .

## بطون قبيلة آيت بويحيى
- إمزگوطين
- أولاد (أيت) بومعاوية
- أولاد (أيت) علي
- أولاد (أيت) عبد السميع
- أولاد (أيت) حناوي الزعماء
- أولاد (أيت) عثمان
- أولاد (أيت) سالم
- أولاد (أيت) زمور
- أولاد(أيت) عبد الدايم
- أولاد (أيت) فطومة
- أولاد (أيت) موسى بن محمد
- أولاد (أيت) عبد الله بن عسو
- أولاد (أيت) محمد
- الخيارن
- ( بني (أيت) وكيل)

## حدود وديار آيت بويحيي
قبيلة أيت بويحيي تقع مواطنها غربي نهر ملوية الذي يفصلها عن القبائل الشرقية المجاورة، ونظرا لمجالاتها الواسعة فجزء من أراضيها تابع إداريا لجهة الشرق، والجزء الآخر يتبع اداريا لجهة تازة الحسيمة تاونات، ولذلك تحيط بها قبائل عديدة، فتحدها شرقا قبيلة أولاد ستوت وجزء من أراضي اتحادية قبائل بني يزناسن ثم قبيلة بني وكيل، وتحدها شمالا قبيلة قلعية، وغربا قبيلة المطالسة، وجنوبا قبيلة توريرت وقبيلة أولاد رحو وقبيلة هوارة الاحلاف، وتعبر أراضي هذه القبيلة الطريق الرئيسة الرابطة بين كرسيف والناظور وكذا الطريق الرابطة بين تاوريرت والناظور، وفي وسطها تقع بحيرة سياحية كبيرة تعرف باسم {افرض (في بلدة أفسو في أرضي إمزگوطين) } بالأمازيغية ومعناها بالعربية {الحوض}، وأخرى أصغر منها في شمالها تدعى {تيفرض (أيضا في بلدة أفسو في أراضي إمزگوطين )} بالأمازيغية ومعناها بالعربية الحوضة.
وتضم أيضا مدن وبلدات وقرى منها
العروي -جماعة تيزضوضين - جماعة أفسو -جماعة صاكا -جماعة بني وكيل ولاد محند أولاد الشايب – أعسل – أولاد بوعزة – ايسكاجن – الدويرية – بوحجرة – دوار أولاد حدو – دار الكلاج – أولاد بويهية – أولاد محمد اوعمار – ديار سيدي احمد – جماعة حاسي بركان– دار الريجن – دوار أدمحان – بني عوال – اعكيد – أولاد حمو امنصور – دوار ايخولاتن – دوار ايبورزماتن – دوار ايبقالن – أولاد كلوف – كرواو – حاسي وينـزكا – حاسي مدلام – ولاد ايت فطومة النخيلة ...
بعض أبرز المعالم
في المنطقة :
- مغارة (افري) نعمار بجماعة أفسو

## شخصيات وأعلام أصلها من قبيلة آيت بويحيي
- طارق إيكن
- المقاوم علال بن امبارك الخلوفي
- عدد كبير جدا من المجاهدين في حروب الريف بصفة خاصة وضد الإستعمار الإسباني والفرنسي بصفة عامة، واللذين قاتلوا في معركة العروي سنة 1921 التي اثمرت ربح العديد من العتاد والسلاح وسجن ما يقارب 700 جندي اسباني أيضا
- العروي.